# 四羟基-1,2-苯醌
四羟基-1,2-苯醌（英語：或称为四羟基邻苯醌）是一种有机化合物，化学式C6H4O6或C6O2(OH)4，属于1,2-苯醌的多羟基衍生物。